# Вернигероде

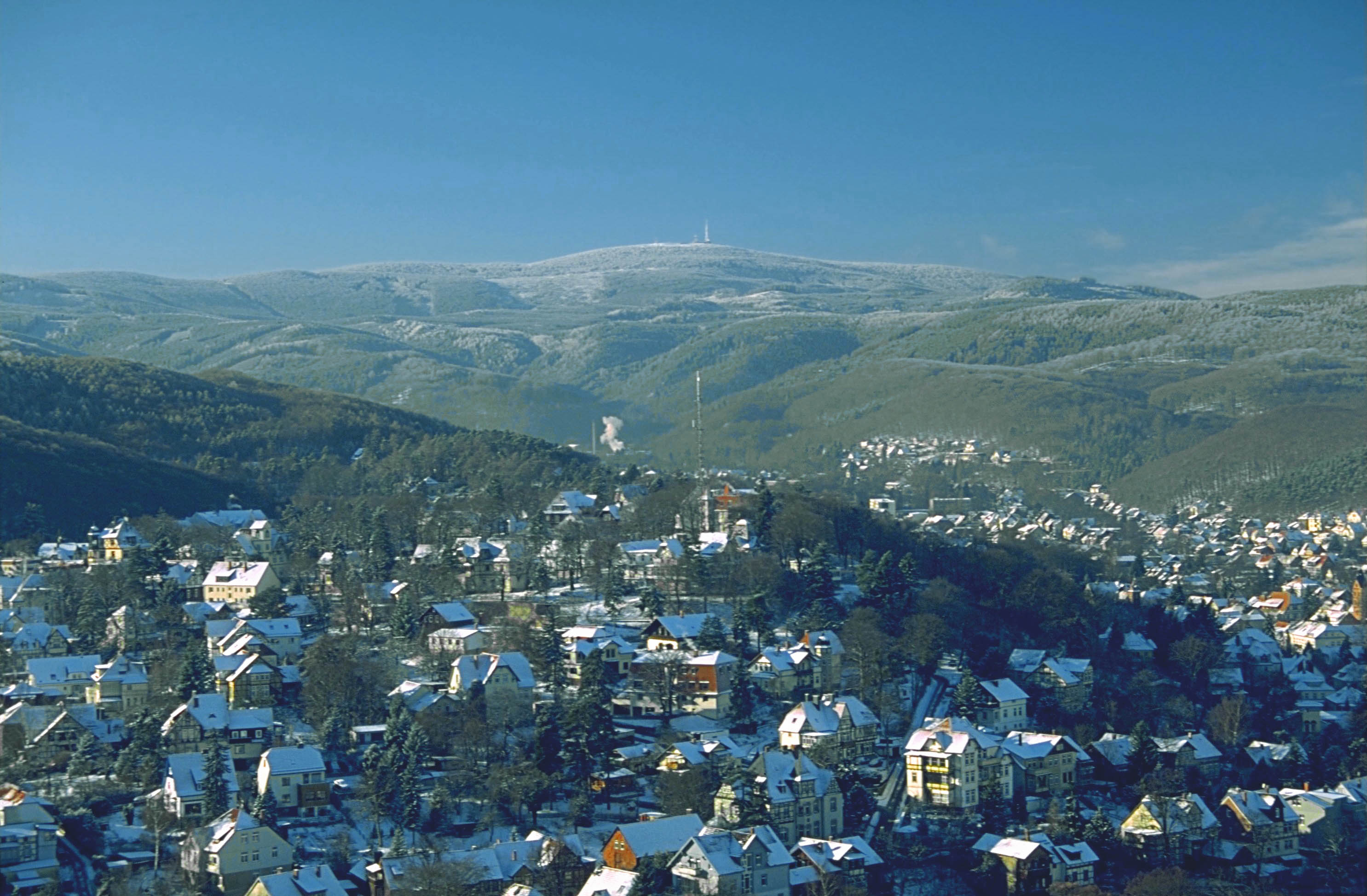
Вид от замка города Вернигероде на гору Брокен

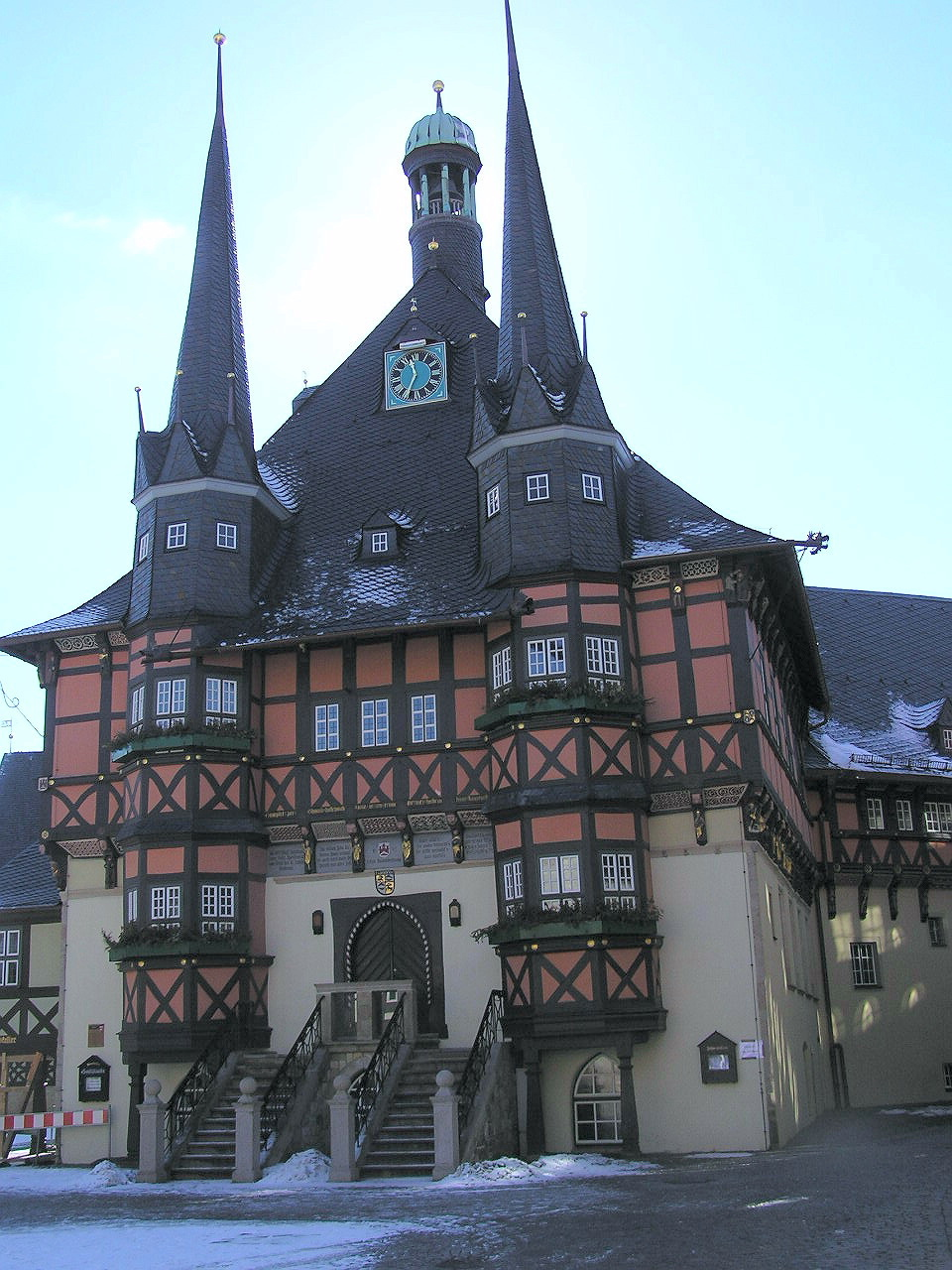
Ратуша

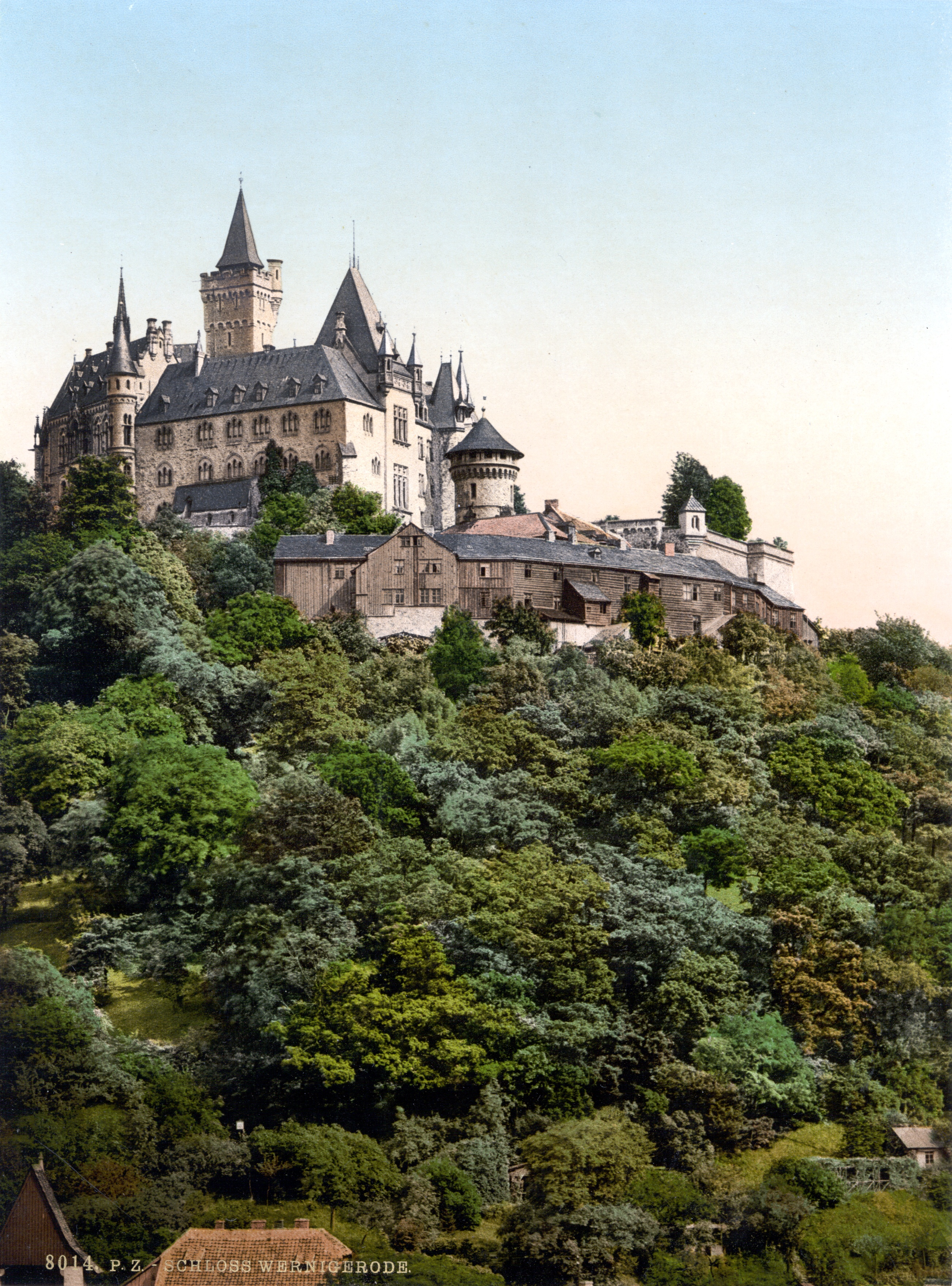
Старинный вид на неоготический замок Вернигероде

Вернигеро́де (нем. Wernigerode) — город в Германии в федеральной земле Саксония-Анхальт.

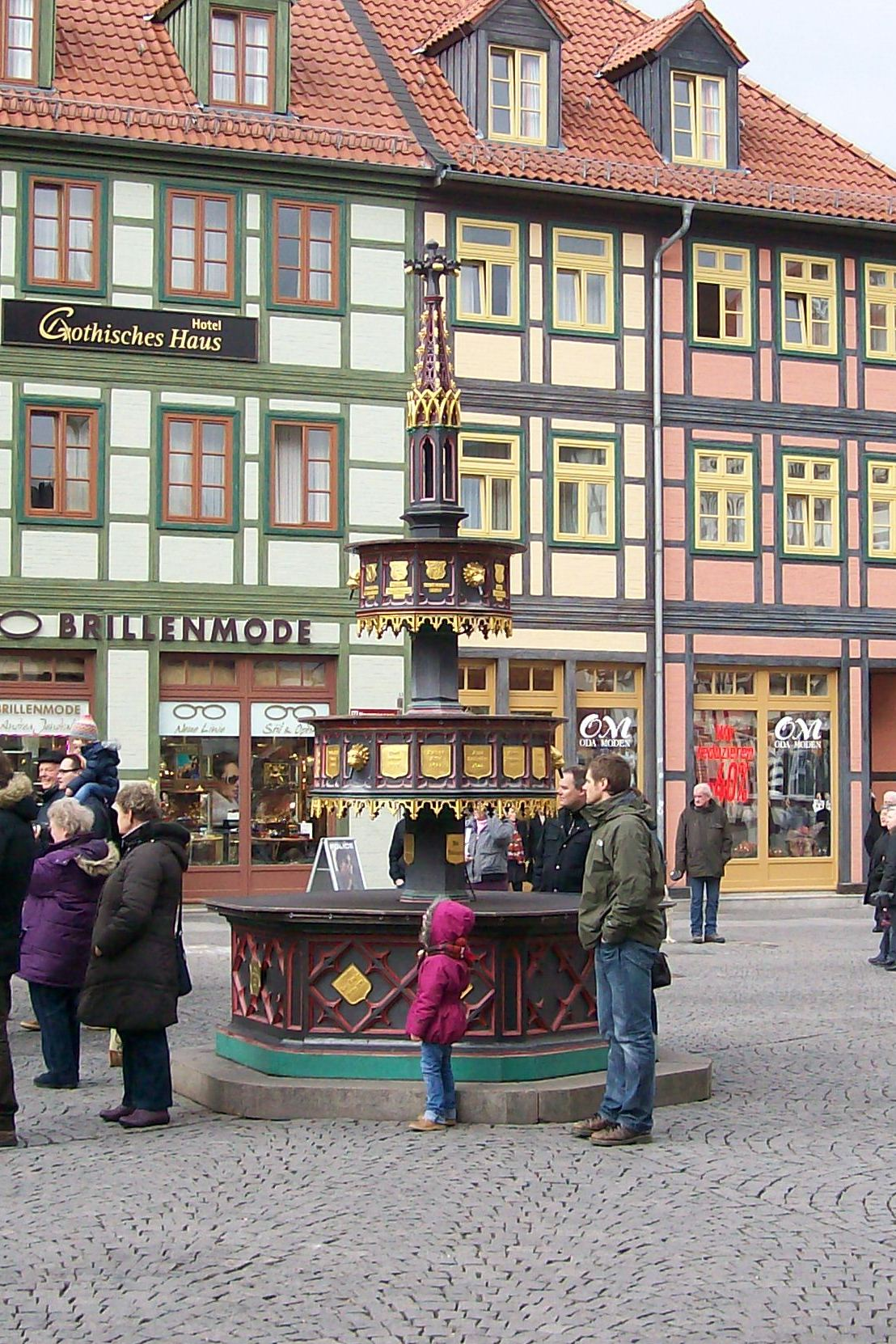
Фонтан благодетелям (Wohltaeterbrunnen) на Рыночной площади. 1848

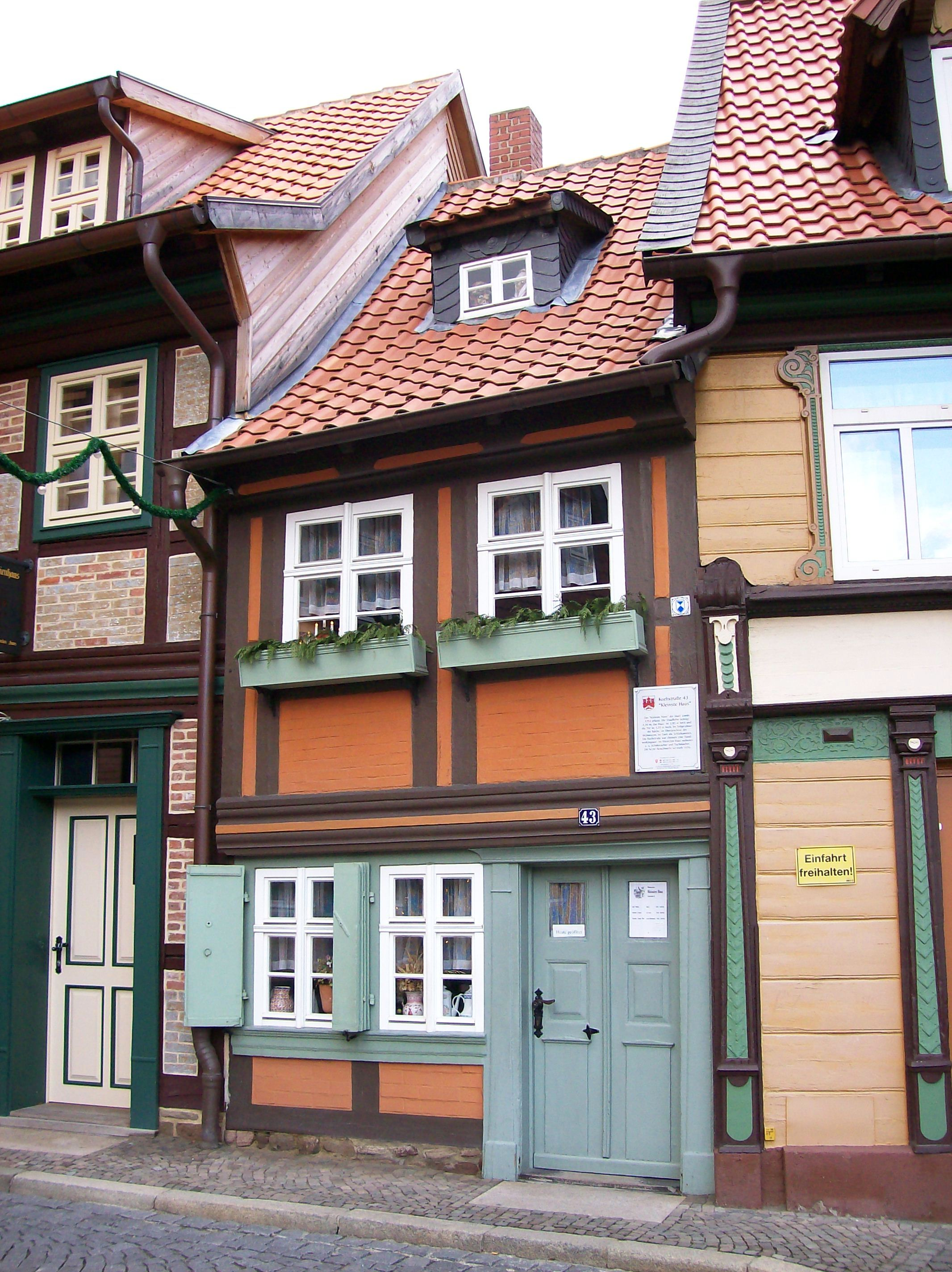
Самый маленький дом

## Общие данные
Население, в 2001 г. составлявшее 34 863, к июню 2004 г. сократилось до 34 521 чел.
Площадь: 125,17 км²

## Историческая справка
Первое письменное упоминание о городе Вернигероде встречается в документах 1121 года, когда граф Адальберт из Хаймара под Хильдесхаймом выбрал место для своей резиденции. Одновременно он начал строить низинную крепость — предшественник нынешнего замка. Этимология названия города ясна не до конца. Корень Wernige может иметь как германское, так и западнославянское происхождение. Окончание –reuth, -roth, -rode, -rade происходит от слова Rod, Rodung, что означает «вырубка (леса)», т.е. город был возведён в густой лесистой местности.
В 1229 году «Конрад, Бертольд, Гебхард и Бурхард, божьей милостью графы славянского города "Верный"» предоставляют посёлку право города, на манер того, что существовало в недалёком Госларе.
В 1277 году встречается первое упоминание об «игорном доме» (будущем Доме советов), месте для развлечений и судов. Спустя два года горожане выкупают у графов городские укрепления за 70 фунтов серебром.
1343 — Вернигеродским графам удаётся отнять у своих соседей, графов фон Регенштайн, 23 деревни.
С 1326 года судья в городе — один из горожан.
1427 — «игорный дом», нынешняя ратуша, подарен городу.
1429 — умирает последний мужской представитель Вернигеродских графов, графство переходит во владение графов фон Штольберг, таким образом основана новая линия — Штольберг-Вернигероде. Население живёт в это время от добычи меди, серебра, кобальта и железной руды, а также охоты и лесничества.
5—6 августа 1528 года — 470 из 554 домов в городе сгорают в результате пожара.
В годы тридцатилетней войны (1618—1648 годы) город многократно оккупируется и грабится.
1714 — графство Вернигероде включается в государство Бранденбург-Пруссия. Производство в XVII — XVIII столетии ограничено переработкой сельхозпродуктов, в конце XVIII века осуществляется переход к мануфактурам.
1847 — Пожар уничтожает городской квартал — Хинтерштрассе, Миттельштрассе, Хайдештрассе. Уцелели лишь десять домов, среди них — старейший дом в городе, Хинтерштрассе 48, построен около 1400. Ущерб от пожара — 100 000 талеров.
1872 — Введена в строй железнодорожная линия Вернигероде-Хальберштадт.
1899 — Закончено строительство узкоколейной железнодорожной ветки Вернигероде-Нордхаузен (ныне часть сети Harzer Schmalspurbahnen). Город становится местом отдыха и в нём складывается промышленность.
1918 — Меннонитским проповедником Яковом Крекером открыта Библейская школа для военнопленных солдат из России. С Библейской школы в Вернигероде и начал своё существование Миссионерский союз «Свет Востоку» ( в дальнейшем «Свет на Востоке»).

## Достопримечательности

### Замок
Крепость, из которой вырос нынешний замок Вернигероде, начал строить граф Адальберт, славянского происхождения в начале XII века.
Спустя три века, в 1429 году, со смертью последнего мужчины рода Вернигеродских графов, графство и замок переходят графам Штольбергам. Таким образом возникает новая линия Штольберг-Вернигероде.
В XV веке в крепости провели серьёзную реконструкцию, а в 1674—1676 перестроили в замок в стиле барокко. Тем не менее, новые графы перенесли свою резиденцию в новый замок лишь в 1710 году.
С 1862 по 1885, при графе Отто цу Штольберг-Вернигероде (с 1890 года — князь (фюрст)), строение перестраивают в роскошный представительский замок.
До 1929 замок служит жильём графской семье, позже отдельные его части были открыты для широкой публики.
16 апреля 1949 в замке открыт музей, состоящий из 40 помещений.

### Исторический Дом городского совета
Дом городского совета (нем. Rathaus, букв. — «дом советов») — один из известнейших памятников архитектуры в Германии — является символом Вернигероде. Здание изначально строилось как игорный дом и, прежде чем стать домом советов, служило для увеселения графов фон Вернигероде. Первые упоминания о нём относятся к 1277 году. На втором этаже находилась сцена, на которой бродячие артисты демонстрировали благородным графам своё искусство.
Предположительно между 1427 и 1450 игорный дом снесли и на его подвалах построили каменное здание.
В 1494-1498 годы под руководством Андреаса Шпренгеля на каменной основе возводится фахверковый этаж. Томас Хиллербох сделал крышу, а его сын Симон в период 1539—1544 дополнил фасад. Особое внимание привлекают 33 деревянные фигуры, находящиеся на фронте и боках здания. Среди них святые, девы, клоуны, мальчики и слуги. В выходные дни и туристический сезон по ратуше проводятся экскурсии. Красота ратуши круглый год привлекает молодожёнов из разных концов страны.

### Wohltäterbrunnen
Посреди торговой площади находится фонтан благодетелям — Wohltäterbrunnen (нем. Wohltäter -- благодетель, нем. Brunnen -- фонтан), датированный 1848 годом. Он был поставлен в память людям, имеющим заслуги перед городом. На верхней чаше находятся геральдические символы и имена благородных, на нижней чаше — простых горожан. Фонтан был отлит в стиле неоготики в соседнем городке Ильзенбурге. С 1989 по 1991 гг. фонтан был реставрирован и снова стал излюбленным объектом фотосъёмок туристов.

### Западные ворота
На перекрёстке Западные ворота (нем. Westentor) стоит старинная западная башня — Вестернтортурм, единственный уцелевший остаток городской стены. В старину она была входом и таможней в западной части города. Высота её — 38 метров.

### Самый маленький дом
Самый маленький дом Вернигероде был построен в 1800 году. Места между двумя соседними домами хватило на домик шириной в два узких окошка. В доме есть только коридор, кладовка и спальня под крышей. Изначально в доме жила семья сапожника. До 1976 года в нём жила одна женщина. В 1992 году дом был отреставрирован и открыт для туристов.

### Кривой дом
Невдалеке от Ратуши стоит «Вернигеродский кривой дом». Об этой бывшей водяной мельнице первые упоминания встречаются в 1356 году. В 1680 её перестроили в дом, но течение мельничного канала подтачивало дом до тех пор, пока он не опустился на скалу. От канала в наше время не видать и следов, но дом так и остался кривым.

### Дом Круммеля
Этот дом был построен в 1674 году Хайнрихом Круммелем. Фасад дома обшит деревом и украшен множеством рельефов.

### «Готический дом»
Построенный во второй половине XV века, этот дом служил семье Аденбюттель до 1538 года, после чего его приобрёл Вильгельм Райфенштайн, который его перестроил и украсил. Имя своё дом получил лишь в XIX веке, когда вообще все дома назывались «готическими». В гостиницу дом был превращён в 1848 году.

### Брокенбан
Узкоколейный поезд Брокенбан, управляемый старинным паровозом, — единственный вид общественного транспорта, на котором можно подняться на гору Брокен. Ширина пути составляет ровно 1 метр, длина — около 60 километров. Уникальная в своём роде узкоколейка связывает Вернигероде с тюрингским городом Нордхаузен и проходит по живописным горам и лесам Гарца.

### Музей авиации и техники
В музее представлено около 1000 экспонатов, в том числе 55 самолётов и вертолетов.

## В кинематографе
Некоторые достопримечательности Вернигероде уроженцам России и СССР могут показаться знакомыми:
- В этом городе в 1978 году снимался широко известный советский художественный фильм «Тот самый Мюнхгаузен». В частности, приведённые на иллюстрациях в этой статье ратуша и замок тоже «снимались» в этом фильме.
- Вернигероде, наряду с Кведлинбургом, также принимал участие в съёмках фильма «Михайло Ломоносов» — в частности, улицы и окрестности Вернигероде «снимались» в роли города Марбурга.